# 譚祥

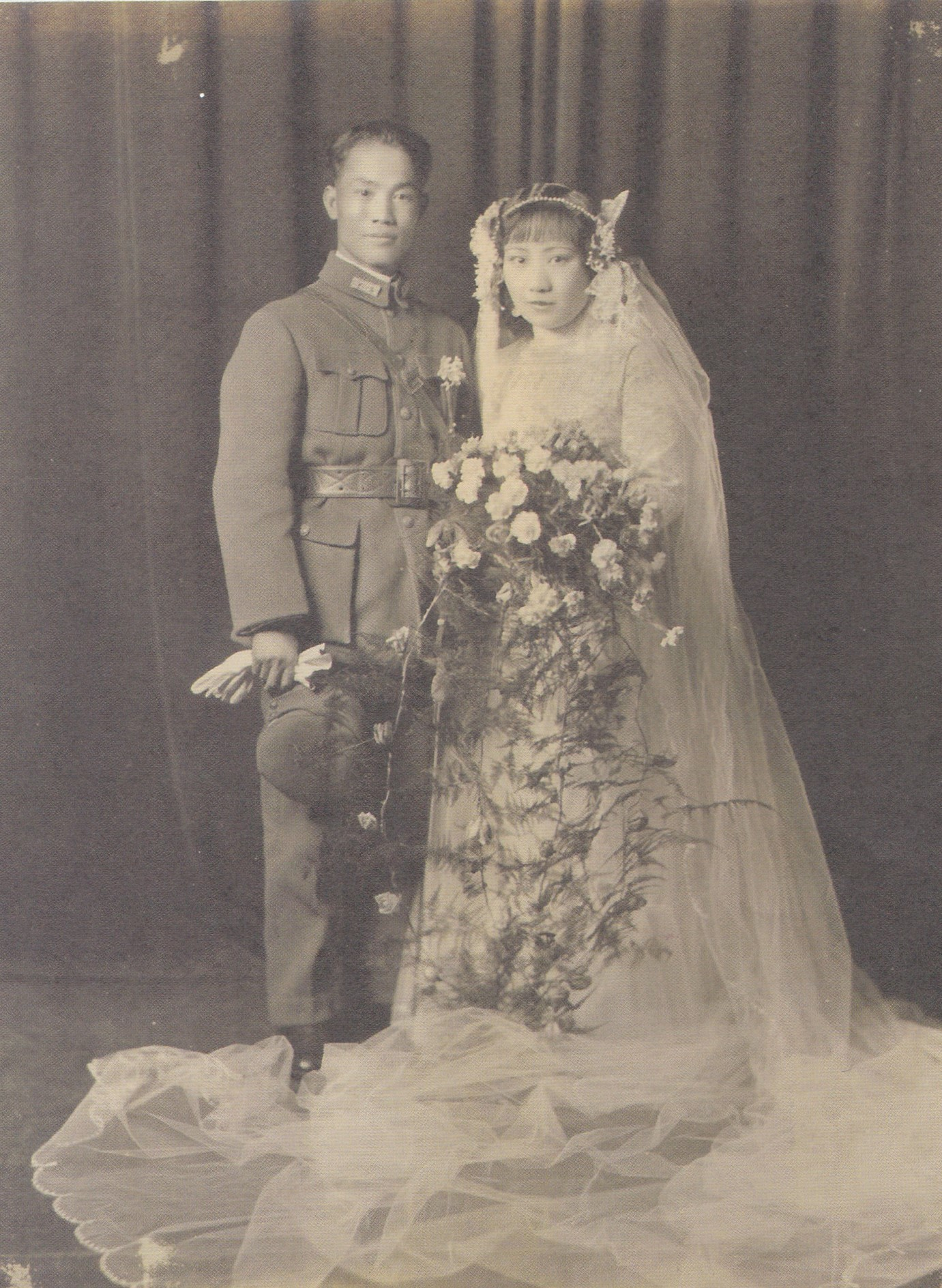
陳誠與譚祥的結婚照，1932年

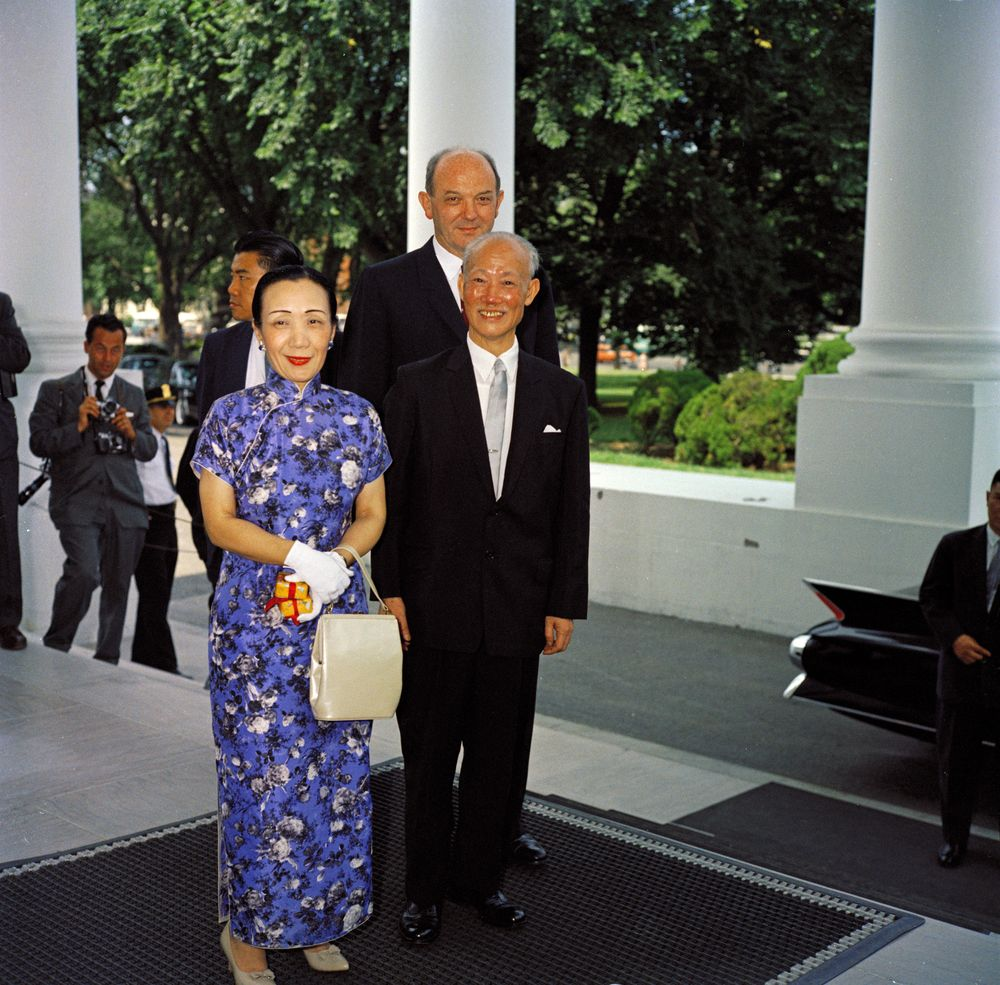
陳誠及譚祥出訪美國，1961年

譚祥（1906年—1989年），字曼意，湖南茶陵人，為中華民國前副總統陳誠之妻及谭延闿之女兒。

## 生平
為中國國民黨軍政元老譚延闓之三女。上海聖瑪莉亞女子學校畢業，在上海智仁勇女子學校教英文，是宋美齡的乾女兒。1931年春，在去上海的專車車廂中與陳誠認識。1932年元旦與陳誠結婚。國共內戰期間，陳誠胃出血發作，譚祥哭求宋美齡，請調回陳誠，蔣中正派名醫戚壽南赴沈治療，並批准陳誠辭職。有國大代表甚至要求槍斃陳誠，有殺陳誠以謝國人之提案。來台後協助宋美齡管理婦聯會，致力於婦女運動與救濟事業，1961年至1963年間隨陳誠出訪美國、菲律賓、越南等國。籌辦「辭修高級中學」。1989年6月6日以突發性腦溢血病逝於台北，原先與丈夫陳誠合葬於辭修公園，1995年與陳誠靈骨共同遷至佛光山萬壽園納骨塔三樓安葬。

## 家庭

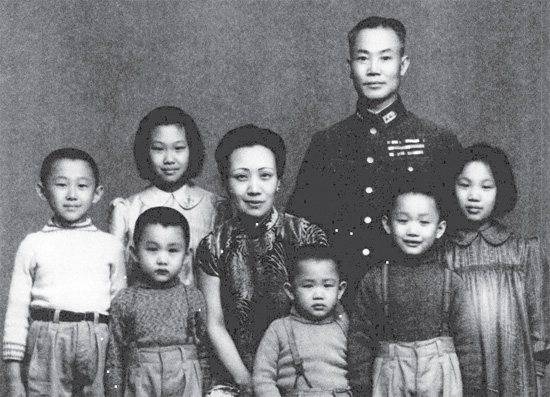
譚祥與陳誠和子女們合影

育有四子陳履安、陳履慶、陳履碚、陳履潔，二女陳幸、陳平。